# US tenniskampioenschap 1939
De 59e editie van het Amerikaanse grandslamtoernooi, het US tenniskampioenschap 1939, werd gehouden tussen 13 augustus en 17 september 1939. Voor de vrouwen was het de 53e editie. De dubbelspeltoernooien (mannen, vrouwen en gemengd) werden van 13 tot en met 21 augustus gespeeld op de Longwood Cricket Club in Brookline (Massachusetts). Het enkelspel ontrolde zich van 7 of 10 tot en met 17 september op de West Side Tennis Club in Forest Hills, een wijk in het stadsdeel Queens in New York. Het was het vierde grandslamtoernooi dat dat jaar werd gespeeld.

## Belangrijkste uitslagen
Mannenenkelspel

Finale: Bobby Riggs (VS) won van Welby Van Horn (VS) met 6-4, 6-2, 6-4
Vrouwenenkelspel

Finale: Alice Marble (VS) won van Helen Jacobs (VS) met 6-0, 8-10, 6-4
Mannendubbelspel

Finale: John Bromwich (Australië) en Adrian Quist (Australië) wonnen van Jack Crawford (Australië) en Harry Hopman (Australië) met 8-6, 6-1, 6-4 
Vrouwendubbelspel

Finale: Sarah Palfrey-Fabian (VS) en Alice Marble (VS) wonnen van Kay Stammers (VK) en Freda Hammersley (VK) met 7-5, 8-6 
Gemengd dubbelspel

Finale: Alice Marble (VS) en Harry Hopman (Australië) wonnen van Sarah Palfrey-Fabian (VS) en Elwood Cooke (VS) met 9-7, 6-1 
Een toernooi voor junioren werd voor het eerst in 1973 gespeeld.
1881 · 1882 · 1883 · 1884 · 1885 · 1886 · 1887 · 1888 · 1889 · 1890 · 1891 · 1892 · 1893 · 1894 · 1895 · 1896 · 1897 · 1898 · 1899 · 1900 · 1901 · 1902 · 1903 · 1904 · 1905 · 1906 · 1907 · 1908 · 1909 · 1910 · 1911 · 1912 · 1913 · 1914 · 1915 · 1916 · 1917 · 1918 · 1919 · 1920 · 1921 · 1922 · 1923 · 1924 · 1925 · 1926 · 1927 · 1928 · 1929 · 1930 · 1931 · 1932 · 1933 · 1934 · 1935 · 1936 · 1937 · 1938 · 1939 · 1940 · 1941 · 1942 · 1943 · 1944 · 1945 · 1946 · 1947 · 1948 · 1949 · 1950 · 1951 · 1952 · 1953 · 1954 · 1955 · 1956 · 1957 · 1958 · 1959 · 1960 · 1961 · 1962 · 1963 · 1964 · 1965 · 1966 · 1967
↓ open tijdperk ↓
1968 (m-v-md-vd-gd) ·
1969 (m-v-md-vd-gd) ·
1970 (m-v-md-vd-gd) ·
1971 (m-v-md-vd-gd) ·
1972 (m-v-md-vd-gd) ·
1973 (m-v-md-vd-gd) ·
1974 (m-v-md-vd-gd) ·
1975 (m-v-md-vd-gd) ·
1976 (m-v-md-vd-gd) ·
1977 (m-v-md-vd-gd) ·
1978 (m-v-md-vd-gd) ·
1979 (m-v-md-vd-gd) ·
1980 (m-v-md-vd-gd) ·
1981 (m-v-md-vd-gd) ·
1982 (m-v-md-vd-gd) ·
1983 (m-v-md-vd-gd) ·
1984 (m-v-md-vd-gd) ·
1985 (m-v-md-vd-gd) ·
1986 (m-v-md-vd-gd) ·
1987 (m-v-md-vd-gd) ·
1988 (m-v-md-vd-gd) ·
1989 (m-v-md-vd-gd) ·
1990 (m-v-md-vd-gd) ·
1991 (m-v-md-vd-gd) ·
1992 (m-v-md-vd-gd) ·
1993 (m-v-md-vd-gd) ·
1994 (m-v-md-vd-gd) ·
1995 (m-v-md-vd-gd) ·
1996 (m-v-md-vd-gd) ·
1997 (m-v-md-vd-gd) ·
1998 (m-v-md-vd-gd) ·
1999 (m-v-md-vd-gd) ·
2000 (m-v-md-vd-gd) ·
2001 (m-v-md-vd-gd) ·
2002 (m-v-md-vd-gd) ·
2003 (m-v-md-vd-gd) ·
2004 (m-v-md-vd-gd) ·
2005 (m-v-md-vd-gd) ·
2006 (m-v-md-vd-gd) ·
2007 (m-v-md-vd-gd) ·
2008 (m-v-md-vd-gd) ·
2009 (m-v-md-vd-gd) ·
2010 (m-v-md-vd-gd) ·
2011 (m-v-md-vd-gd) ·
2012 (m-v-md-vd-gd) ·
2013 (m-v-md-vd-gd) ·
2014 (m-v-md-vd-gd) ·
2015 (m-v-md-vd-gd) ·
2016 (m-v-md-vd-gd) ·
2017 (m-v-md-vd-gd) ·
2018 (m-v-md-vd-gd) ·
2019 (m-v-md-vd-gd) ·
2020 (m-v-md-vd) ·
2021 (m-v-md-vd-gd) ·
2022 (m-v-md-vd-gd) ·
2023 (m-v-md-vd-gd)  ·
2024 (m-v-md-vd-gd)
Lijst van US Openwinnaars